# Highland Light Infantry of Canada

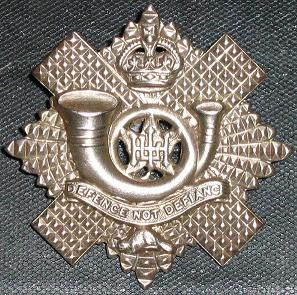
Badge des Highland Light Infantry of Canada, arborant en son centre un clairon.

Le Highland Light Infantry of Canada est un régiment d’infanterie des Forces armées canadiennes créé en 1886 et dissout en 1954 qui prend part au débarquement et à la bataille de Normandie lors de la Seconde Guerre mondiale.

## Histoire

### Seconde Guerre mondiale
Le Highland Light Infantry of Canada fait partie des troupes canadiennes qui débarquent en Normandie et participent à la bataille de Normandie en 1944. Il prend part au sein de la 3e division canadienne à la prise de Caen et aux opérations Atlantic, Spring et Totalize pour la prise de Falaise.